# Oswaldo Alanís
Oswaldo Alanís (* 18. März 1989 in Morelia, Michoacán) ist ein mexikanischer Fußballspieler auf der Position eines Verteidigers.

## Laufbahn

### Vereine
Alanís begann seine Profikarriere bei den Tecos UAG, für die er erstmals am 26. April 2009 in der mexikanischen Primera División zum Einsatz kam. Das Spiel in der Clausura 2009 fand in Mexikos größtem Stadion, dem Aztekenstadion, statt und endete mit einem 2:1-Auswärtssieg beim Club América.
Seinen ersten Treffer in der höchsten mexikanischen Spielklasse erzielte Alanís am 12. März 2010 in einem Heimspiel gegen Indios de Ciudad Juárez, das 4:1 gewonnen wurde. Bereits im nächsten Heimspiel am 26. März 2010 gegen Cruz Azul erzielte Alanís seinen einzigen Doppelpack in der ersten mexikanischen Liga und war somit „Spieler des Tages“ beim 2:1-Sieg gegen die Cementeros.
Nachdem die Tecos am Ende der Saison 2011/12 in die zweite Liga abgestiegen waren, wechselte Alanís zum Club Santos Laguna, mit dem er in der Apertura 2014 den mexikanischen Pokalwettbewerb und in der Clausura 2015 den mexikanischen Meistertitel gewann.
Ab Mitte 2015 stand Alanís bei Mexikos populärstem Verein Chivas Guadalajara unter Vertrag, mit dem er in der Clausura 2017 einen weiteren Meistertitel gewann und darüber hinaus noch zwei Pokalsiege feiern durfte. Auf internationaler Ebene gewann er mit den Chivasi 2018 die CONCACAF Champions League.
Am 7. Mai 2018 gab der Präsident des spanischen FC Getafe bekannt, dass Alanís nach der Fußball-Weltmeisterschaft 2018 für den Madrider Vorortverein spielen wird.

### Nationalmannschaft
Alanís wurde in den mexikanischen Kader bei der Copa América 2011 berufen, kam dort aber nicht zum Einsatz. Sein Debüt für die mexikanische Nationalmannschaft gab er erst am 6. September 2014 in einem torlosen Spiel gegen Chile. Im Juli 2015 gehörte Alanís zum mexikanischen Kader, der den CONCACAF Gold Cup gewann und wirkte sowohl im Halbfinale gegen Panama (2:1 n. V.) als auch beim 3:1-Finalsieg gegen Jamaika mit.

## Erfolge

### Verein
- Mexikanischer Meister: Clausura 2015, Clausura 2017
- Mexikanischer Pokalsieger: Apertura 2014, Apertura 2015, Clausura 2017
- CONCACAF Champions League: 2018

### Nationalmannschaft
- CONCACAF Gold Cup: 2015